# 로니 (가수)
로니(본명: 정호용, 1994년 7월 31일 ~)는 대한민국의 가수이다. 2020년 OTC의 멤버로 데뷔, 이후 2022년 XEED의 멤버로 재데뷔했다. 2023년 1월 17일 XEED 팀을 탈퇴했다.